# Úplný svaz
Úplný svaz je matematický pojem z oboru teorie uspořádání. 
Částečně uspořádaná množina {\displaystyle L} se nazývá svaz, pokud každá dvouprvková množina {\displaystyle A\subseteq L} má v {\displaystyle L} supremum (tj. nejmenší mezi horními závorami) a infimum, (největší dolní závoru). Z toho indukcí plyne, že mají suprema a infima všechny konečné  {\displaystyle A\subseteq L}.
Svaz se nazývá úplný,  pokud toto platí pro všechny (i nekonečné) množiny {\displaystyle A\subseteq L}.

## Definice
Množinu {\displaystyle X\,\!} uspořádanou relací {\displaystyle R\,\!} nazveme úplným svazem, pokud pro každou svou podmnožinu obsahuje i její supremum a infimum.

{\displaystyle (\forall Y\subseteq X)(\exists i,s\in X)(i=\inf \nolimits _{R}(Y)\land s=\sup \nolimits _{R}(Y))\,\!}

## Příklady a vlastnosti
Už z názvu je vidět, že každý úplný svaz je zároveň svaz. (Pokud obsahuje supremum a infimum pro každou podmnožinu, pak je obsahuje určitě i pro dvouprvkové podmnožiny – a to je přesně to, o co jde v definici svazu).
Je proto přirozené hledat příklady úplného svazu mezi svazy a ptát se, které z nich jsou úplné.

### Úplný svaz potenční algebry
Potenční algebra (tj. množina všech podmnožin nějaké množiny s uspořádáním relací „být podmnožinou“) je úplný svaz, protože sjednocení je v tomto případě supremem a průnik infimem.

Pokud je tedy {\displaystyle X=\mathbb {P} (X_{0})\,\!} potenční množina a {\displaystyle Y\subseteq X\,\!} je nějakou množinou podmnožin {\displaystyle X_{0}\,\!}
- {\displaystyle inf_{\subseteq }(Y)=\bigcap Y\,\!}
- {\displaystyle sup_{\subseteq }(Y)=\bigcup Y\,\!}

### Svazy, které nejsou úplné
Úplný svaz musí mít největší prvek a nejmenší prvek – musí totiž obsahovat supremum a infimum sebe sama (tj. celé množiny {\displaystyle X\,\!}).
Z toho vyplvývá, že například přirozená čísla nebo reálná čísla při běžném uspořádání podle velikosti nemohou být úplný svaz (nemají totiž největší prvek) – jedná se o dva příklady svazu, který není úplným svazem.

### Zúplnění svazu reálných čísel
Např. celá či reálná čísla jsou svazem, ale nikoli úplným svazem. Typičtějším příklad neúplného svazu je množina všech konečných množin celých čísel uspořádaná obvyklou množinovou  inkluzí. 
Racionální čísla nejsou úplným svazem; supremum nemá např. množina racionálních čísel menších než zvolené iracionální číslo, např. {\displaystyle \pi } nebo Eulerova konstanta. To úzce souvisí i s tím, že racionální čísla nejsou úplný metrický prostor.
Má-li suprema a infima každá podmnožina {\displaystyle A\subseteq P}, má je i celý svaz {\displaystyle A=P}, protože je sám sobě podmnožinou ({\displaystyle P\subseteq P}). Proto má  každý úplný svaz nejmenší a největší prvek. Svazem není např. žádný otevřený interval reálných čísel, protože nemá nejmenší prvek (ať už je dolní mezí nekonečno nebo konečné číslo) ani největší prvek. 
Odstraněním nuly z uzavřeného intervalu {\displaystyle \langle -1;1\rangle } vznikne množina {\displaystyle \langle -1;0)\cup (0;1\rangle }, která sice nejmenší prvek má, ale nemá je její podmnožina {\displaystyle (0;1\rangle }; proto není svazem.
Důležitou vlastností reálných čísel je, že v nich má supremum a infimum každá omezená (tj. shora i zdola omezená) podmnožina kromě prázdné. Množina {\displaystyle A\subseteq \mathbb {R} } se nazývá shora omezená, pokud existuje reálné číslo větší než každý její prvek.
Supremum shora neomezené množiny reálných čísel se značí symbolem {\displaystyle +\infty } (čteno „plus nekonečno“), infimum zdola neomezené pak {\displaystyle -\infty }. Přidáním těchto dvou hodnot k reálným číslům (a zavedením vhodných operací, jako je sčítání a nerovnost, na této množině) vzniknou rozšířená reálná čísla, která již úplným svazem jsou:
- omezené množiny z {\displaystyle \mathbb {R} \,\!} mají supremum a infimum v {\displaystyle \mathbb {R} \,\!}
- zdola neomezená množina z {\displaystyle \mathbb {R} \,\!} má infimum {\displaystyle -\infty \,\!}
- shora neomezená množina z {\displaystyle \mathbb {R} \,\!} má supremum {\displaystyle +\infty \,\!}
- množina obsahující {\displaystyle -\infty \,\!} má infimum {\displaystyle -\infty \,\!}
- množina obsahující {\displaystyle +\infty \,\!} má supremum {\displaystyle +\infty \,\!}
- infimem prázdné množiny je {\displaystyle +\infty } a supremem {\displaystyle -\infty }. To může působit proti intuici, ovšem je to exaktně pravda: každé číslo je dolní závorou a mezi nimi je {\displaystyle +\infty } největší.